# Torneo de Belgrado 2021 II
El Torneo de Belgrado II 2021 fue un torneo de tenis en polvo de ladrillo al aire libre que se jugó en Belgrado (Serbia) del 22 al 29 de mayo de 2021. Fue el segundo torneo de Belgrado que se disputó en 2021, esto a partir de la reubicación en el calendario del Torneo de Roland Garros.

## Distribución de puntos
| Modalidad            | Campeón | Finalista | Semifinales | Cuartos de final | 2ª ronda | 1ª ronda | Clasificados | 2ª ronda de clasificación | 1ª ronda de clasificación |
| Individual masculino | 250     | 165       | 100         | 50               | 25       | 0        | 13           | 7                         | 0                         |
| Dobles masculino     | 250     | 150       | 90          | 45               | 20       | 0        | -            | -                         | -                         |

## Cabezas de serie

### Individuales masculino
| Tenista              | Ranking | Preclasificada |
| Novak Djokovic       | 1       | 1              |
| Gaël Monfils         | 14      | 2              |
| Nikoloz Basilashvili | 31      | 3              |
| Adrian Mannarino     | 37      | 4              |
| Dušan Lajović        | 40      | 5              |
| Filip Krajinović     | 41      | 6              |
| Miomir Kecmanović    | 47      | 7              |
| Federico Delbonis    | 50      | 8              |

- Ranking del 17 de mayo de 2021.[3]

### Dobles masculino
| Tenista                             | Ranking | Preclasificada |
| Rohan Bopanna Franko Škugor         | 76      | 1              |
| Fabrice Martin Hugo Nys             | 88      | 2              |
| Ariel Behar Gonzalo Escobar         | 97      | 3              |
| Marcelo Demoliner Santiago González | 105     | 4              |

## Campeones

### Individual masculino
Novak Djokovic venció a  Alex Molčan por 6-4, 6-3

### Dobles masculino
Jonathan Erlich /  Andrei Vasilevski vencieron a  André Göransson /  Rafael Matos por 6-4, 6-1